# Fudbalski klub Borac Banja Luka
Il Fudbalski klub Borac Banja Luka, meglio noto come FK Borac Banja Luka, o semplicemente Borac Banja Luka è una società calcistica bosniaca con sede nella città di Banja Luka, Bosnia ed Erzegovina, parte della polisportiva Borac.
Fondato il 4 luglio del 1926 con il nome di Radnički sportski klub Borac, assunse la denominazione attuale nel 1945.

## Storia
Il club fu fondato il 4 luglio 1926. In origine era denominato Radnički sportski klub Borac, traducibile in Club sportivo operaio Borac, con Borac che significa "lottatore", denominazione derivante dai legami tra il club e i movimenti operai locali nella prima metà del XX secolo. Il club fu fondato da un gruppo di amatori del calcio tra cui lo scrittore, attivista ed eroe nazionale della Jugoslavia Veselin Masleša, Rudolf "Rudi" Hiter, Savo Novaković, Nikola Pucar, Brane Pucar, Mustafa Softić, Nikola Kuković, Žarko Vranješević, Mile Stefanović e Brane Stefanović tra gli altri. Furono loro a finanziare il club nella convinzione che in questo modo avrebbero contribuito a promuovere le lotte dei movimenti operai allora in corso. Il nome "Borac" fu dato da Masleša che avrebbe detto: "Se stiamo lottando per i diritti degli operai, perché non dare al club il nome Borac?".
Il primo presidente del club fu Rudolf Hiter, mentre Savo Novaković fu nominato vicepresidente. Con la crescita dell'interesse per il calcio in città, Banja Luka ottenne il diritto di organizzare la propria sottolega alla quale afferivano i club dell'intera regione Krajina, e fu edificato un nuovo stadio, più capiente e moderno. L'inaugurazione ebbe luogo il 5 settembre 1937, nel luogo dove sorge l'odierno Stadio municipale di Banja Luka.
Il primo successo del club fu conseguito nel 1928, anno in cui il RSK Borac vinse un torneo disputato an Sarajevo. Prima della seconda guerra mondiale, la squadra principale a Banja Luka era il ŠK Krajišnik, che tuttavia venne sciolto dopo il 1945. Nel dopoguerra il Borac prese il posto del Krajišnik come la principale squadra cittadina. Il Borac disputò delle partite di qualificazione per l'accesso alla Prva savezna liga (il massimo campionato jugoslavo): sconfiggendo il Sloboda Novi Grad per 14–3 (punteggio aggregato), il FK Kozara di Banja Luka per 8–4 (aggregato) e Borac Kozarska Dubica per 7–0 (aggregato) divenne il campione del distretto di Banja Luka. Nel 1945, il RSK Borac cambiò denominazione in FK Borac Banja Luka e militò per un biennio nella lega repubblicana bosniaca, prima di conquistare la promozione nella 2. Savezna liga nel 1948.
Venne promosso, anche se immediatamente retrocesso, per la prima volta nel massimo campionato jugoslavo nella stagione 1961-1962. Ritornato nella massima serie nella
stagione 1970-1971, vi rimase per dieci anni, con una parentesi tra il 1974 e il 1975, in seconda serie.  Nel 1974 il Borac raggiunse la finale della Coppa di Jugoslavia, dove fu sconfitta dall'Hajduk Spalato a Belgrado. Tale piazzamento, in virtù della qualificazione dell'Hajduk in Coppa dei Campioni, valse la qualificazione alla Coppa delle Coppe 1975-1976. In tale competizione il Borac superò agevolmente il primo turno imponendosi col punteggio aggregato di 14-1 (9-0 a Banja Luka e 5-1 in Lussemburgo) sui lussemburghesi dell'US Rumelange. La vittoria per 9-0 nella partita di andata a Banja Luka costituisce tuttora un record nelle competizioni europee. Al secondo turno il Borac fu sorteggiato contro il R.S.C. Anderlecht, dalla quale fu eliminata con un complessivo 3-1 (l'Anderlecht vinse poi la competizione). Il Borac Banja Luka fu la sola squadra che riuscì a battere la squadra campione del R.S.C Anderlecht in una partita di quell'edizione di Coppa delle Coppe (vittoria interna per 1–0).
Ritornato in auge alla fine degli anni 1980, il club riuscì a vincere la Coppa di Jugoslavia 1988, e a raggiungere il quarto posto assoluto nel campionato 1990-1991. In totale, il Borac disputò 487 partite nel massimo campionato jugoslavo.
A livello europeo fece propria la Coppa Mitropa del 1992, ultima edizione della competizione.
Dopo l'indipendenza della Bosnia ed Erzegovina il club prese parte, per la prima volta, al campionato bosniaco nella stagione 2002-2003, alternandosi poi tra prima e seconda serie. Nel 2004, raggiunse la finale, persa contro il Modriča, della Coppa della Bosnia ed Erzegovina.
Nel 2010 vince la coppa nazionale mentre nel 2011 si laurea campione di Bosnia ed Erzegovina.
Lo Stadio municipale di Banja Luka, che ospita le partite interne, ha una capacità di 10.030 spettatori.
Nel 2024 la squadra bosniaca esordisce per la prima volta nella sua storia nella Conference League; riuscendo nella sua prima gara ufficiale a pareggiare 1-1 contro la squadra greca del Panathinaikos.

## Palmarès

### Competizioni nazionali
- Kup Maršala Tita: 1

1987-1988
- 2. Savezna liga: 2

1960-1961 (girone ovest), 1974-1975 (girone ovest)
- Republička liga Bosne i Hercegovine: 2

1951, 1952-1953
- Campionato bosniaco: 3

2010-2011, 2020-2021, 2023-2024
- Coppa di Bosnia ed Erzegovina: 1

2009-2010
- Prva liga Republike Srpske: 5

2000-2001, 2005-2006, 2007-2008, 2016-2017, 2018-2019
- Kup Republike Srpske: 5

1994-1995, 1995-1996, 2008-2009, 2010-2011, 2011-2012

### Competizioni internazionali
- Coppa Mitropa: 1

1992

### Altri piazzamenti
- 2. Savezna liga:

Secondo posto: 1968-1969 (girone ovest), 1969-1970 (girone ovest), 1988-1989
Terzo posto: 1959-1960 (girone ovest), 1963-1964 (girone est)
- Kup Maršala Tita:

Finalista: 1974
Semifinalista: 1990-1991
- Campionato bosniaco:

Secondo posto: 2022-2023, 2024-2025
Terzo posto: 2009-2010, 2011-2012, 2012-2013, 2021-2022
- Coppa di Bosnia:

Finalista: 2003-2004, 2020-2021, 2023-2024
Semifinalista: 2011-2012, 2014-2015, 2024-2025

## Organico

### Rosa 2024-2025
Aggiornato al 24 maggio 2025.
| N. |                                 | Ruolo | Calciatore        |
| -- | ------------------------------- | ----- | ----------------- |
| 1  | Macedonia del Nord (bandiera)   | P     | Damjan Šiškovski  |
| 2  | Paesi Bassi (bandiera)          | D     | Bart Meijers      |
| 3  | Serbia (bandiera)               | C     | Luka Zorić        |
| 4  | Serbia (bandiera)               | D     | Nikola Pejović    |
| 5  | Macedonia del Nord (bandiera)   | C     | Boban Nikolov     |
| 6  | Croazia (bandiera)              | D     | Maks Čelić        |
| 10 | Bosnia ed Erzegovina (bandiera) | A     | David Vuković     |
| 11 | Bosnia ed Erzegovina (bandiera) | A     | Damir Hrelja      |
| 12 | Bosnia ed Erzegovina (bandiera) | A     | Amer Hiroš        |
| 14 | Bosnia ed Erzegovina (bandiera) | A     | Pavle Đajić       |
| 15 | Bosnia ed Erzegovina (bandiera) | C     | Srđan Grahovac    |
| 16 | Colombia (bandiera)             | D     | Sebastián Herrera |
| 18 | Bosnia ed Erzegovina (bandiera) | D     | Aleksandar Subić  |
| 19 | Serbia (bandiera)               | D     | Viktor Rogan      |
| 20 | Bosnia ed Erzegovina (bandiera) | D     | Zoran Kvržić      |
| 21 | Bosnia ed Erzegovina (bandiera) | P     | Nikola Ćetković   |

| N. |                                 | Ruolo | Calciatore       |
| -- | ------------------------------- | ----- | ---------------- |
| 22 | Bosnia ed Erzegovina (bandiera) | A     | David Čavić      |
| 23 | Bosnia ed Erzegovina (bandiera) | C     | Stojan Vranješ   |
| 24 | Curaçao (bandiera)              | D     | Jurich Carolina  |
| 27 | Bosnia ed Erzegovina (bandiera) | A     | Enver Kulašin    |
| 30 | Slovenia (bandiera)             | A     | Gregor Bajde     |
| 31 | Bosnia ed Erzegovina (bandiera) | D     | Savo Šušić       |
| 45 | Bosnia ed Erzegovina (bandiera) | A     | Nedim Keranović  |
| 49 | Bosnia ed Erzegovina (bandiera) | A     | Stefan Marčetić  |
| 50 | Bosnia ed Erzegovina (bandiera) | D     | Jusuf Terzić     |
| 51 | Bosnia ed Erzegovina (bandiera) | D     | Siniša Ristić    |
| 52 | Bosnia ed Erzegovina (bandiera) | A     | Sergej Bogdanić  |
| 77 | Austria (bandiera)              | C     | Stefan Savić     |
| 80 | Bosnia ed Erzegovina (bandiera) | C     | Luka Misimović   |
| 98 | Slovenia (bandiera)             | C     | Sandi Ogrinec    |
| 99 | Serbia (bandiera)               | A     | Đorđe Despotović |
|    | Croazia (bandiera)              | D     | Niko Datković    |

### Rosa 2018-2019
| N. |                                 | Ruolo | Calciatore           |
| -- | ------------------------------- | ----- | -------------------- |
| 1  | Bosnia ed Erzegovina (bandiera) | P     | Nemanja Trkulja      |
| 4  | Bosnia ed Erzegovina (bandiera) | D     | Vladimir Arsić       |
| 5  | Bosnia ed Erzegovina (bandiera) | D     | Delimir Bajić        |
| 6  | Bosnia ed Erzegovina (bandiera) | A     | Demir Jakupović      |
| 7  | Bosnia ed Erzegovina (bandiera) | A     | Saša Kajkut          |
| 8  | Bosnia ed Erzegovina (bandiera) | A     | Milan Šikanjić       |
| 10 | Bosnia ed Erzegovina (bandiera) | C     | Aleksandar Radulović |
| 11 | Bosnia ed Erzegovina (bandiera) | D     | Đorđe Ćosić          |
| 12 | Bosnia ed Erzegovina (bandiera) | P     | Luka Damjanović      |
| 14 | Bosnia ed Erzegovina (bandiera) | D     | Siniša Dujaković     |
| 16 | Serbia (bandiera)               | C     | Miloš Žeravica       |
| 18 | Bosnia ed Erzegovina (bandiera) | C     | Nikola Mojović       |
| 20 | Bosnia ed Erzegovina (bandiera) | C     | Stefan Dujaković     |

| N. |                                 | Ruolo | Calciatore         |
| -- | ------------------------------- | ----- | ------------------ |
| 21 | Bosnia ed Erzegovina (bandiera) | C     | Vladan Danilović   |
| 22 | Bosnia ed Erzegovina (bandiera) | C     | Bojan Burazor      |
| 23 | Bosnia ed Erzegovina (bandiera) | C     | Andrej Bosnić      |
| 24 | Bosnia ed Erzegovina (bandiera) | C     | Bojan Batar        |
| 25 | Croazia (bandiera)              | P     | Marko Savatović    |
| 27 | Bosnia ed Erzegovina (bandiera) | C     | Aleksandar Popović |
| 28 | Bosnia ed Erzegovina (bandiera) | C     | Nikola Turanjanin  |
| 33 | Bosnia ed Erzegovina (bandiera) | A     | Igor Aničić        |
| 55 | Serbia (bandiera)               | C     | Miloš Čudić        |
| 64 | Bosnia ed Erzegovina (bandiera) | C     | Ljubiša Reljić     |
| 99 | Bosnia ed Erzegovina (bandiera) | A     | Stefan Trivan      |
| —  | Bosnia ed Erzegovina (bandiera) | D     | Marko Kujundžić    |

### Rosa 2014-2015
| N. |                                 | Ruolo | Calciatore          |
| -- | ------------------------------- | ----- | ------------------- |
| 1  | Bosnia ed Erzegovina (bandiera) | P     | Asmir Avdukić       |
| 3  | Bosnia ed Erzegovina (bandiera) | D     | Borislav Pilipović  |
| 5  | Serbia (bandiera)               | D     | Marko Jevtić        |
| 6  | Bosnia ed Erzegovina (bandiera) | A     | Bojan Macanović     |
| 7  | Bosnia ed Erzegovina (bandiera) | C     | Aleksandar Malbašić |
| 9  | Serbia (bandiera)               | C     | Petar Ilić          |
| 10 | Bosnia ed Erzegovina (bandiera) | C     | Fedor Predragović   |
| 11 | Croazia (bandiera)              | C     | Toni Jović          |
| 13 | Bosnia ed Erzegovina (bandiera) | D     | Siniša Dujaković    |
| 14 | Bosnia ed Erzegovina (bandiera) | A     | Jovica Stokić       |
| 15 | Bosnia ed Erzegovina (bandiera) | D     | Darko Đajić         |
| 16 | Serbia (bandiera)               | C     | Miloš Žeravica      |
| 17 | Bosnia ed Erzegovina (bandiera) | D     | Bojan Kremenović    |
| 18 | Bosnia ed Erzegovina (bandiera) | D     | Aleksandar Subić    |
| 19 | Bosnia ed Erzegovina (bandiera) | C     | Stefan Savić        |

| N. |                                 | Ruolo | Calciatore               |
| -- | ------------------------------- | ----- | ------------------------ |
| 20 | Bosnia ed Erzegovina (bandiera) | A     | Mihajlo Savanović        |
| 21 | Serbia (bandiera)               | D     | Ivan Kostić              |
| 22 | Serbia (bandiera)               | D     | Srđan Bečelić            |
| 23 | Bosnia ed Erzegovina (bandiera) | C     | Vladan Grujić (capitano) |
| 24 | Serbia (bandiera)               | C     | Uglješa Radinović        |
| 26 | Bosnia ed Erzegovina (bandiera) | D     | Nebojša Runić            |
| 28 | Bosnia ed Erzegovina (bandiera) | D     | Aleksandar Jovičić       |
| 29 | Serbia (bandiera)               | A     | Jovan Kastratović        |
| 30 | Bosnia ed Erzegovina (bandiera) | P     | Mladen Ilić              |
| 36 | Bosnia ed Erzegovina (bandiera) | P     | Luka Gajić               |
| 89 | Bosnia ed Erzegovina (bandiera) | P     | Branislav Ružić          |
| —  | Bosnia ed Erzegovina (bandiera) | D     | Aleksandar Kondić        |
| —  | Bosnia ed Erzegovina (bandiera) | C     | Dušan Stevandić          |
| —  | Bosnia ed Erzegovina (bandiera) | C     | Stefan Dujaković         |

### Rosa 2012-2013
| N. |                                 | Ruolo | Calciatore           |
| -- | ------------------------------- | ----- | -------------------- |
| 1  | Bosnia ed Erzegovina (bandiera) | P     | Asmir Avdukić        |
| 2  | Bosnia ed Erzegovina (bandiera) | D     | Miloš Perović        |
| 3  | Bosnia ed Erzegovina (bandiera) | D     | Nikola Vasiljević    |
| 4  | Bosnia ed Erzegovina (bandiera) | C     | Aleksandar Radulović |
| 5  | Serbia (bandiera)               | D     | Mladen Zeljković     |
| 6  | Serbia (bandiera)               | D     | Milan Stupar         |
| 7  | Bosnia ed Erzegovina (bandiera) | C     | Dalibor Teinović     |
| 8  | Bosnia ed Erzegovina (bandiera) | C     | Mladen Žižović       |
| 9  | Bosnia ed Erzegovina (bandiera) | A     | Admir Raščić         |
| 10 | Bosnia ed Erzegovina (bandiera) | C     | Fedor Predragović    |
| 11 | Bosnia ed Erzegovina (bandiera) | C     | Srđan Grahovac       |
| 12 | Bosnia ed Erzegovina (bandiera) | D     | Nebojša Runić        |
| 13 | Bosnia ed Erzegovina (bandiera) | D     | Siniša Dujaković     |
| 14 | Bosnia ed Erzegovina (bandiera) | C     | Jovica Stokić        |

| N. |                                 | Ruolo | Calciatore         |
| -- | ------------------------------- | ----- | ------------------ |
| 15 | Bosnia ed Erzegovina (bandiera) | C     | Boris Raspudić     |
| 16 | Bosnia ed Erzegovina (bandiera) | C     | Stefan Dujaković   |
| 17 | Bosnia ed Erzegovina (bandiera) | C     | Momir Zečević      |
| 18 | Bosnia ed Erzegovina (bandiera) | C     | Aleksandar Subić   |
| 19 | Bosnia ed Erzegovina (bandiera) | A     | Nemanja Bilbija    |
| 20 | Bosnia ed Erzegovina (bandiera) | C     | Vedran Kantar      |
| 22 | Bosnia ed Erzegovina (bandiera) | D     | Draško Žarić       |
| 23 | Bosnia ed Erzegovina (bandiera) | C     | Vladan Grujić      |
| 25 | Bosnia ed Erzegovina (bandiera) | P     | Dalibor Kozić      |
| 26 | Bosnia ed Erzegovina (bandiera) | D     | Vukašin Trivunović |
| 30 | Bosnia ed Erzegovina (bandiera) | P     | Siniša Marčetić    |
| 33 | Bosnia ed Erzegovina (bandiera) | C     | Darko Maletić      |
| 79 | Bosnia ed Erzegovina (bandiera) | C     | Branislav Krunić   |

### Rosa 2011-2012
| N. |                                 | Ruolo | Calciatore       |
| -- | ------------------------------- | ----- | ---------------- |
| 1  | Bosnia ed Erzegovina (bandiera) | P     | Asmir Avdukić    |
| 2  | Serbia (bandiera)               | A     | Petar Kunić      |
| 5  | Bosnia ed Erzegovina (bandiera) | D     | Bojan Marković   |
| 6  | Serbia (bandiera)               | D     | Milan Stupar     |
| 7  | Serbia (bandiera)               | C     | Saša Kovačević   |
| 8  | Bosnia ed Erzegovina (bandiera) | D     | Boris Savić      |
| 9  | Bosnia ed Erzegovina (bandiera) | A     | Saša Kajkut      |
| 11 | Bosnia ed Erzegovina (bandiera) | C     | Srđan Grahovac   |
| 12 | Bosnia ed Erzegovina (bandiera) | D     | Nebojša Runić    |
| 13 | Bosnia ed Erzegovina (bandiera) | C     | Siniša Dujaković |
| 14 | Bosnia ed Erzegovina (bandiera) | C     | Boris Raspudić   |
| 15 | Bosnia ed Erzegovina (bandiera) | C     | Marko Maksimović |

| N. |                                 | Ruolo | Calciatore         |
| -- | ------------------------------- | ----- | ------------------ |
| 16 | Bosnia ed Erzegovina (bandiera) | C     | Stefan Dujaković   |
| 17 | Serbia (bandiera)               | A     | Nemanja Vidaković  |
| 18 | Bosnia ed Erzegovina (bandiera) | C     | Duško Sakan        |
| 19 | Bosnia ed Erzegovina (bandiera) | D     | Nemanja Damjanović |
| 20 | Bosnia ed Erzegovina (bandiera) | C     | Borislav Mikić     |
| 22 | Bosnia ed Erzegovina (bandiera) | D     | Draško Žarić       |
| 23 | Bosnia ed Erzegovina (bandiera) | D     | Srđan Stojnić      |
| 25 | Bosnia ed Erzegovina (bandiera) | C     | Sead Bučan         |
| 27 | Bosnia ed Erzegovina (bandiera) | A     | Duško Stajić       |
| 29 | Bosnia ed Erzegovina (bandiera) | D     | Dragoslav Stakić   |
| 30 | Bosnia ed Erzegovina (bandiera) | P     | Siniša Marčetić    |
| 79 | Bosnia ed Erzegovina (bandiera) | C     | Branislav Krunić   |

## Allenatori
| Nome                 | Nazionalità                     | Periodo   |
| -------------------- | ------------------------------- | --------- |
| Mirko Kokotović      | Jugoslavia (bandiera)           | 1959-1962 |
| Miroslav Brozović    | Jugoslavia (bandiera)           | 1963      |
| Momčilo Spasojević   | Jugoslavia (bandiera)           | 1963-1967 |
| Đorđe Detlinger      | Jugoslavia (bandiera)           | 1967-1968 |
| Krešimir Arapović    | Jugoslavia (bandiera)           | 1968-1970 |
| Ilija Miljuš         | Jugoslavia (bandiera)           | 1971      |
| Božidar Drenovac     | Jugoslavia (bandiera)           | 1971-1972 |
| Ilija Miljuš         | Jugoslavia (bandiera)           | 1972      |
| Gojko Zec            | Jugoslavia (bandiera)           | 1972-1973 |
| Ivan Čabrinović      | Jugoslavia (bandiera)           | 1973-1974 |
| Boris Marović        | Jugoslavia (bandiera)           | 1974-1975 |
| Miljenko Mihić       | Jugoslavia (bandiera)           | 1975-1976 |
| Momčilo Spasojević   | Jugoslavia (bandiera)           | 1976-1977 |
| Ilija Miljuš         | Jugoslavia (bandiera)           | 1977-1978 |
| Mirko Bazić          | Jugoslavia (bandiera)           | 1978-1980 |
| Dušan Drašković      | Jugoslavia (bandiera)           | 1980      |
| Marko Valok          | Jugoslavia (bandiera)           | 1981      |
| Husnija Fazlić       | Jugoslavia (bandiera)           | 1981-1982 |
| Ilija Miljuš         | Jugoslavia (bandiera)           | 1982-1983 |
| Husnija Fazlić       | Jugoslavia (bandiera)           | 1983-1984 |
| Zoran Smileski       | Jugoslavia (bandiera)           | 1984      |
| Đorđe Gerum          | Jugoslavia (bandiera)           | 1984-1985 |
| Ilija Miljuš         | Jugoslavia (bandiera)           | 1985-1986 |
| Husnija Fazlić       | Jugoslavia (bandiera)           | 1986-1988 |
| Josip Kuže           | Jugoslavia (bandiera)           | 1988-1989 |
| Stanko Poklepović    | Jugoslavia (bandiera)           | 1989-1990 |
| Vladica Popović      | Jugoslavia (bandiera)           | 1990-1991 |
| Zoran Smileski       | Serbia e Montenegro (bandiera)  | 1991-1993 |
| Vladimir Petrović    | Serbia e Montenegro (bandiera)  | 1993      |
| Slobodan Karalić     | Bosnia ed Erzegovina (bandiera) | 2002      |
| Stojan Malbašić      | Bosnia ed Erzegovina (bandiera) | 2002-2003 |
| Borče Sredojević     | Bosnia ed Erzegovina (bandiera) | 2003      |
| Nikola Rakojević     | Serbia e Montenegro (bandiera)  | 2003-2004 |
| Dragan Vukša         | Bosnia ed Erzegovina (bandiera) | 2004      |
| Slavoljub Stojanović | Bosnia ed Erzegovina (bandiera) | 2004-2005 |
| Zoran Smileski       | Macedonia del Nord (bandiera)   | 2005-2006 |

| Nome               | Nazionalità                     | Periodo   |
| ------------------ | ------------------------------- | --------- |
| Mihajlo Bošnjak    | Bosnia ed Erzegovina (bandiera) | 2006-2007 |
| Stanislav Karasi   | Serbia (bandiera)               | 2007      |
| Milomir Odović     | Bosnia ed Erzegovina (bandiera) | 2007-2008 |
| Vlado Jagodić      | Bosnia ed Erzegovina (bandiera) | 2008-2009 |
| Velimir Stojnić    | Bosnia ed Erzegovina (bandiera) | 2009-2010 |
| Zoran Marić        | Serbia (bandiera)               | 2010      |
| Vlado Jagodić      | Bosnia ed Erzegovina (bandiera) | 2010-2011 |
| Zvjezdan Cvetković | Croazia (bandiera)              | 2011      |
| Velimir Stojnić    | Bosnia ed Erzegovina (bandiera) | 2011-2012 |
| Slaviša Božičić    | Serbia (bandiera)               | 2012      |
| Slobodan Starčević | Bosnia ed Erzegovina (bandiera) | 2012-2013 |
| Dragan Jović       | Bosnia ed Erzegovina (bandiera) | 2013-2014 |
| Vinko Marinović    | Bosnia ed Erzegovina (bandiera) | 2014-2015 |
| Vlado Jagodić      | Bosnia ed Erzegovina (bandiera) | 2015      |
| Petar Kurćubić     | Serbia (bandiera)               | 2015      |
| Željko Vranješ     | Bosnia ed Erzegovina (bandiera) | 2015      |
| Aleksandar Janjić  | Serbia (bandiera)               | 2016      |
| Borče Sredojević   | Bosnia ed Erzegovina (bandiera) | 2016      |
| Zoran Dragišić     | Bosnia ed Erzegovina (bandiera) | 2016      |
| Vlado Jagodić      | Bosnia ed Erzegovina (bandiera) | 2016      |
| Vule Trivunović    | Bosnia ed Erzegovina (bandiera) | 2016-2017 |
| Marko Tešić        | Bosnia ed Erzegovina (bandiera) | 2017      |
| Željko Vranješ     | Bosnia ed Erzegovina (bandiera) | 2017      |
| Zoran Milinković   | Serbia (bandiera)               | 2017      |
| Igor Janković      | Bosnia ed Erzegovina (bandiera) | 2017-2018 |
| Marko Maksimović   | Bosnia ed Erzegovina (bandiera) | 2018      |
| Darko Vojvodić     | Bosnia ed Erzegovina (bandiera) | 2018-2019 |
| Branislav Krunić   | Bosnia ed Erzegovina (bandiera) | 2019-2020 |
| Vlado Jagodić      | Bosnia ed Erzegovina (bandiera) | 2020      |
| Marko Maksimović   | Bosnia ed Erzegovina (bandiera) | 2020-2021 |
| Zoran Milinković   | Serbia (bandiera)               | 2021      |
| Nemanja Miljanović | Svezia (bandiera)               | 2021-2022 |
| Tomislav Ivković   | Croazia (bandiera)              | 2022      |
| Nenad Lalatović    | Serbia (bandiera)               | 2022      |
| Vinko Marinović    | Bosnia ed Erzegovina (bandiera) | 2022-2024 |
| Mladen Žižović     | Bosnia ed Erzegovina (bandiera) | 2024-oggi |

## Calciatori

### Vincitori di titoli
Calciatori campioni olimpici di calcio
- Tomislav Knez (Roma 1960)